# Stoleseyz
Le stoleseyz ou stolesayz était dans le royaume lombard d'Italie un fonctionnaire au service du roi. Dans le sud de l'Italie, il était au service du duc puis du prince de Bénévent.
D'origine lombarde, le terme stoleseyz apparaît notamment dans l'Édit de Rothari sous la forme stolesazo (ablatif), et dans le Chronicon Salernitanum (…Idelrici filius Grimoalt, quem lingua Todesca, quod olim Longobardi loquebantur, Stoleseyz fuit appellatus…). Il se compose des éléments stol(e) « chaise, tabouret » (proto-germanique *stōlaz, vieux haut allemand stuol, allemand stuhl), et seyz « (être) assis » (vieux haut allemand sizzen, allemand sitzen), et signifie « assis sur la chaise », dans le sens, selon Karl Meyer, de « celui qui est assis sur le tabouret (le trône) du jugement » ; il se rapproche du terme allemand stuhlsasse qui désignait un juge. Chez les Lombards, le stoleseyz désignait peut-être le trésorier. Pour René Poupardin, le stoleseyz était une sorte de sénéchal.
Au début du IXe siècle, le stoleseyz Grimoald deviendra prince de Bénévent.